# Šenčenský přístav
Šenčenský přístav je souhrnné označení pro řadu menších přístavů podél pobřeží Šen-čenu v provincii Kuang-tung v Čínské lidové republice. Dohromady tvoří jeden z celosvětově nejrušnějších nákladních přístavů.
Táhne se po délce 260 pobřežních kilometrů Šen-čenu, přičemž je rozdělen Hongkongem na východní a západní část. Západní část ležící u ústí Perlové řeky a je navázána na říční provoz. Východní leží zase využívá přirozených přístavních kvalit pobřeží severovýchodně od Hongkongu.
Z hlediska osobní dopravy je centrem přístavu plavební středisko Še-kchou v městském obvodě Nan-šan, odkud jezdí trajekty do různých částí delty Perlové řeky, mimo jiné do Ču-chaje, Macaa,  Hongkongu a Hongkongského mezinárodního letiště. Zároveň má toto plavební středisko přímé autobusové spojení na stanici Še-kchou kang čan na lince 2 šenčenského metra.